# The Cub Reporter's Temptation
The Cub Reporter's Temptation è un cortometraggio muto del 1913 diretto da Edmund Lawrence.  Il film aveva come interpreti Tom Moore, Alice Joyce e Earle Foxe.

## Produzione
Il film fu prodotto dalla Kalem Company.

## Distribuzione
Distribuito dalla General Film Company, il film - un cortometraggio di una bobina - uscì nelle sale statunitensi il 25 gennaio 1913,